# توجة
التُّوجة  كان أهل روما القدماء دون العبيد يلبسونها، وهي لباس كان يرتديه المواطنون في الإمبراطورية الرومانية. كان الرومان قبل 2000 سنة يرتدون هذا اللباس، وهو يتكون من رداء أبيض متفاوت الطول يلف حول الجسم. عادة ما تكون التوجة منسوجة من الصوف و كانت تلبس فوق الغلالة التي كانت بدورها مصنوعة من الكتان.